# Kali chlorat
Kali chlorat là một hợp chất vô cơ có công thức hóa học là KClO3. Ở dạng tinh khiết, nó là một chất kết tinh màu trắng. Nó là chlorat phổ biến nhất trong sử dụng công nghiệp và là chlorat có nhiều ứng dụng nhất. Đây là muối của acid chloric, là một chất oxy hóa mạnh tác dụng được với nhiều phi kim và kim loại (carbon, lưu huỳnh, phosphor, nhôm, magnesi…). Nó là một chất oxy hóa mạnh và ứng dụng quan trọng nhất của nó là trong các que diêm an toàn. Trong các ứng dụng khác, nó hầu như đã lỗi thời và đã được thay thế bằng các giải pháp thay thế an toàn hơn trong những thập kỷ gần đây.

## Tính chất
1. Là chất rắn tan nhiều trong nước nóng, ít tan trong nước lạnh, không tan trong cồn tuyệt đối (≈ 100%)
2. Bị nhiệt phân: 
  - Ở 400 ℃: 4KClO3 → 3KClO4 + KCl
  - Ở 500 ℃: 2KClO3 → 2KCl + 3O2↑, phản ứng này xảy ra ở nhiệt độ thấp hơn nếu như có xúc tác MnO2, thường dùng để điều chế oxi trong phòng thí nghiệm.

## Ứng dụng
Kali chlorat được sử dụng trong nhiều ngành công nghiệp: thuốc pháo, ngòi nổ, thuốc đầu diêm… và nông nghiệp: thuốc giúp nhãn ra hoa…

## Điều chế
- Ở quy mô công nghiệp, kali clorat được tạo ra bằng phản ứng trao đổi muối của natri clorat và kali clorua:
- NaClO3 + KCl → KClO3 + NaCl
- Nó được điều chế bằng cách cho KOH tác dụng với khí chlor ở nhiệt độ trên 80 ℃:

6KOH + 3Cl2 → KClO3 + 5KCl + 3H2O
- Ngoài ra kali chlorat còn được điều chế bằng cách điện phân dung dịch KCl 25% ở 70–75 ℃ , trong đó nguyên tố clo hình thành ở cực dương phản ứng với KOH tại chỗ. Độ hòa tan thấp của KClO3 trong nước làm cho muối dễ dàng tách ra khỏi hỗn hợp phản ứng bằng cách kết tủa ra khỏi dung dịch.

2KCl + 2H2O → 2KOH + H2↑ + Cl2↑
6KOH + 3Cl2 → 5KCl + KClO3 + 3H2O

## Sự an toàn
Kali chlorat nên được xử lý cẩn thận. Nó phản ứng mạnh mẽ và trong một số trường hợp tự bốc cháy hoặc phát nổ khi trộn với nhiều vật liệu dễ cháy. Nó cháy mạnh khi kết hợp với hầu hết mọi vật liệu dễ cháy, ngay cả những vật liệu thường chỉ bắt lửa nhẹ (kể cả bụi và xơ vải thông thường). Hỗn hợp kali clorat và nhiên liệu có thể bốc cháy khi tiếp xúc với axit sulfuric, do đó cần tránh xa thuốc thử này. Nên tránh sử dụng lưu huỳnh trong các chế phẩm pháo hoa có chứa kali clorat, vì những hỗn hợp này dễ bị cháy tự phát. Hầu hết lưu huỳnh đều chứa một lượng nhỏ axit chứa lưu huỳnh và chúng có thể gây cháy tự phát - "Hoa lưu huỳnh" hoặc "lưu huỳnh thăng hoa", mặc dù có độ tinh khiết tổng thể cao nhưng vẫn chứa một lượng đáng kể axit lưu huỳnh. Ngoài ra, hỗn hợp kali clorat với bất kỳ hợp chất nào có đặc tính kích thích đánh lửa (ví dụ: antimon(III) sulfua) rất nguy hiểm khi điều chế vì chúng cực kỳ nhạy cảm với sốc.